# One Day in Your Life (Anastacia-dal)
A One Day in Your Life Anastacia amerikai énekesnő második kislemeze második, Freak of Nature című albumáról. Ez az album egyetlen kislemeze, ami az Egyesült Államokban is megjelent, ahol vezette a Billboard Hot Dance Club Play slágerlistát.

## Fogadtatása
Bár a One Day in Your Life nem került fel a Billboard Hot 100-ra, a Billboard Hot Dance Club Play slágerlistáján listavezető lett, egy hétig állt az első helyen. Más országokban még nagyobb sikert aratott, a top 10-be került Ausztráliában és több európai országban, és a 11. helyig jutott a brit kislemezlistán.

## Videóklip
Ez volt Anastacia első klipje, melyet Dave Meyers rendezett, aki korábban olyan sztárokkal dolgozott együtt, mint Janet Jackson, Britney Spears és Pink. A klipet 2002. január 16–17-én forgatták a kaliforniai Los Angelesben és Santa Monicában. Készült a kliphez egy másik változat is, ami az Egyesült Államokban jelent meg, ebben szerepel pár olyan jelenet, amit ugyanakkor forgattak, de az első változatba nem került be. Mindkét változat szerepel a The Video Collection című DVD-n (2002).

## Koncerteken
Anastacia gyakran adta elő a dalt koncerteken, többek közt 2002. február 27-én az Edison Awards díjkiosztóján (ahol elnyerte a legjobb nemzetközi énekesnőnek járó díjat), május 23-án a VH1 Divas Las Vegas című rendezvényén, december 2-án a Royal Variety Performance-on és 2006. május 20-án a Life Ballon. Előadta több televíziós műsorban is: az USA-ban a Live with Regis and Kellyben, az Egyesült Királyságban a Top of the Popsban, Németországban a Wetten, dass..?-ban és Ausztráliában a Rove Live-on. 2004–2005-ös Live at Last turnéján és 2009-es Heavy Rotation turnéján is előadta, bár nem került fel a Live at Last DVD-re.

## Számlista
CD kislemez (Európa)
1. One Day in Your Life (Album Version) – 3:26
2. One Day in Your Life (M*A*S*H Classic Mix) – 8:48

CD maxi kislemez (Egyesült Királyság)
1. One Day in Your Life (Album Version) – 3:26
2. One Day in Your Life (M*A*S*H Classic Mix) – 7:40
3. One Day in Your Life (Almighty Mix) – 7:44
4. One Day in Your Life (videóklip)

CD maxi kislemez (Európa)
1. One Day in Your Life (Album Version) – 3:26
2. One Day in Your Life (M*A*S*H Classic Mix) – 8:48
3. One Day in Your Life (M*A*S*H Dub Mix) – 7:14
4. One Day in Your Life (Almighty Mix) – 7:44
5. One Day in Your Life (Almighty Dub) – 5:58

CD maxi kislemez (Ausztrália)
1. One Day in Your Life (Album Version) – 3:29
2. One Day in Your Life (M*A*S*H Radio Mix #2) – 3:42
3. One Day in Your Life (Almighty Mix) – 7:46
4. One Day in Your Life (M*A*S*H Classic Mix) – 7:40
5. One Day in Your Life (videóklip)

CD maxi kislemez (Japán)
1. One Day in You Life – 3:26
2. Bad Girls (Live at the Brits 2002 with Jamiroquai)
3. One Day in Your Life (M*A*S*H Radio Edit) – 3:56
4. One Day in Your Life (Almighty Dub) – 5:58

12" maxi kislemez (Európa)
A1. One Day in You Life (Album Version) – 3:26
A2. One Day in You Life (M*A*S*H Classic Mix) – 8:48
A3. One Day in You Life (M*A*S*H Dub Mix) – 7:14
B1. One Day in You Life (Almighty Mix) – 7:44
B2. One Day in You Life (Almighty Dub) – 5:58
12" promóciós dupla kislemez (USA)
A1. One Day in Your Life (Hex Hector/Mac Quayle Club Mix) – 10:32
A2. One Day in Your Life (Hex Hector/Mac Quayle Dub Mix) – 5:20
B1. One Day in Your Life (M*A*S*H Classic Mix) – 8:48
B2. One Day in Your Life (M*A*S*H Dub Mix) – 7:14
C1. One Day in Your Life (Eric Kupper Club Mix) – 7:47
C2. One Day in Your Life (Eric Kupper Dub Mix) – 6:39
D1. One Day in Your Life (Almighty Mix) – 7:44
D2. One Day in Your Life (Almighty Dub) – 5:58

## Helyezések és minősítések
| Slágerlista (2002)                | Legmagasabb helyezés |
| --------------------------------- | -------------------- |
| Ausztrál kislemezlista            | 6                    |
| Belga kislemezlista (Flandria)    | 18                   |
| Belga kislemezlista (Vallónia)    | 28                   |
| Brit kislemezlista                | 11                   |
| Dán kislemezlista                 | 15                   |
| European Hot 100 Singles          | 3                    |
| Finn kislemezlista                | 14                   |
| Francia kislemezlista             | 27                   |
| Holland kislemezlista             | 8                    |
| Ír kislemezlista                  | 15                   |
| Magyar kislemezlista              | 2                    |
| Német kislemezlista               | 9                    |
| Norvég kislemezlista              | 11                   |
| Osztrák kislemezlista             | 9                    |
| Olasz kislemezlista               | 7                    |
| Svájci kislemezlista              | 5                    |
| Svéd kislemezlista                | 16                   |
| USA Billboard Hot Dance Club Play | 1                    |
| Új-zélandi kislemezlista          | 15                   |

| Ország     | Minősítés  |
| ---------- | ---------- |
| Ausztrália | Aranylemez |